# Disturbios en las Antillas francesas de 2021-2022
Los disturbios en las Antillas francesas de 2021-2022 son un conflicto social que tiene lugar desde el 17 de noviembre de 2021 en las Antillas francesas, particularmente en Guadalupe y Martinica.
Tras la decisión del gobierno francés de introducir la vacunación obligatoria para los trabajadores de la salud y el pase de salud en varios lugares públicos, comenzaron actos de vandalismo, una huelga general y manifestaciones, primero en Guadalupe y luego en Martinica.

## Eventos

### 2021
El 19 de noviembre, el prefecto de Guadalupe instituyó un toque de queda de 6:00 p. m. a 5:00 a. m. por razones de seguridad. Posteriormente, las autoridades anunciaron el cierre de escuelas y servicios de la prefectura el 22 de noviembre. El mismo día, la revuelta se extendió a Martinica.
El 26 de noviembre, el ministro de Ultramar de Francia, Sébastien Lecornu, anunció el aplazamiento del requisito de vacunación hasta el 31 de diciembre y dijo que estaba listo para «hablar sobre la autonomía de Guadalupe».
Disparos, fuego de mortero, barricadas en llamas, gases lacrimógenos: en las calles de la pequeña ciudad de Lamentin, al este de Fort-de-France, en Martinica, las secuelas de la evacuación de la rotonda du Mahault parecían una "pequeña guerrilla urbana" en la noche del 1 al 2 de diciembre. El 24 de diciembre, los manifestantes invadieron brevemente el Consejo Regional de Guadalupe y permanecieron allí durante la noche.
En diciembre de 2021, los candidatos para las elecciones presidenciales francesas de 2022 Marine Le Pen y Jean-Luc Mélenchon visitaron Mayotte y Guadalupe.

### 2022
El pasado 3 de enero, un grupo de organizaciones opositoras al pase sanitario y a la vacunación obligatoria organizaron una "operación caracol" en coche, que derivó en atascos. No obstante, el 4 de enero, se establecieron una serie de pequeños bloqueos de carreteras e incendios en el municipio de Sainte-Rose.
El mismo día, sindicalistas de la UTS-UGTG bloquearon el edificio administrativo del Hospital Universitario de Pointe-à-Pitre y secuestraron al personal durante varias horas.
El 9 de enero, el diputado de San Pedro y Miquelón, Stéphane Claireaux, fue atacado por manifestantes contra el pase de salud. El presidente Emmanuel Macron reaccionó denunciando un ataque "intolerable" e "inaceptable".
El 10 de enero, los manifestantes establecieron barricadas y se lanzaron piedras a la policía en Basse-Terre.
El 11 de enero, manifestantes contra el pase de salud se manifestaron frente al hospital universitario de Pointe-à-Pitre y se enfrentaron con la policía.
El 20 de enero, los alborotadores hirieron a un oficial de policía con munición real al margen de manifestaciones no autorizadas. El edificio administrativo del hospital Basse-Terre fue invadido por unas cuarenta personas.